# Kumbağ, Tekirdağ
Kumbağ là một thị trấn thuộc thành phố Tekirdağ, tỉnh Tekirdağ, Thổ Nhĩ Kỳ. Dân số thời điểm năm 2011 là 2.069 người.